# Carmen Pesqueira Domínguez
Carmen Pesqueira Domínguez (A Mouta, Marín, 1 de julio de 1907 - Marín, 18 de agosto de 1936), más conocida como A Capirota, fue una costurera y lavandera española asesinada por los falangistas.

## Biografía
Carmen Pesqueira, más conocida por sus vecinos de Marín como ‘A Capirota’, era hija de Antonio Pesqueira Pérez y de Gumersinda Domínguez Pesqueira, dos humildes pescadores. Madre soltera, Pesqueira trabajaba como costurera y lavandera para los religiosos de un priorato y las familias pudientes de Marín. No se le conocía ninguna filiación política.

## Asesinato
Fue secuestrada por una banda de falangistas después de salir en defensa de un hombre mayor al que estos estaban maltratando por no haber erguido el brazo derecho a su paso. Entre esos falangistas estaba el nazi Bruno Schweiger, conocido como "El Alemán" por los marineses.
Pesqueira fue vejada, torturada, mutilada, apaleada y muerta a tiros por el grupo de falangistas. Fue ejecutada en el Pozo da Revolta, en Mogor (Marín). Al día siguiente de su muerte, como advertencia al resto de vecinos, sus asesinos pasearon el cadáver con los senos mutilados de ‘A Capirota’ por el pueblo de Bueu y otras localidades de los alrededores, hasta abandonarlo en una calle.
Su muerte aparece en el registro civil de Bueu el 19 de agosto de 1936 como “herida del corazón”, omitiendo que su cuerpo presentaba varios disparos, además de signos de maltrato. Fue enterrada en el cementerio de esa localidad.

## Homenaje
El 18 de agosto de 2018, el Ayuntamiento de Marín y la Asociación pola Recuperación da Memoria Histórica homenajearon a Carmen Pesqueira Domínguez dándole su nombre a una plaza de esa localidad.
El grupo musical A banda da Loba le dedicó una canción, incluyendo el tema "A Capirota" en su disco Xabón Lagarta (2022) contando su historia.